# Encinitas Gardens of Self Realization Fellowship Hermitage
El Jardines de Encinitas de la Ermita de la Hermandad de la Auto-Realización (en inglés, Encinitas Gardens of Self-Realization Fellowship Heremitage), es un ashram, parque y jardín botánico privado de 12.1 hectáreas (30 acres) en Encinitas, California, EE. UU.

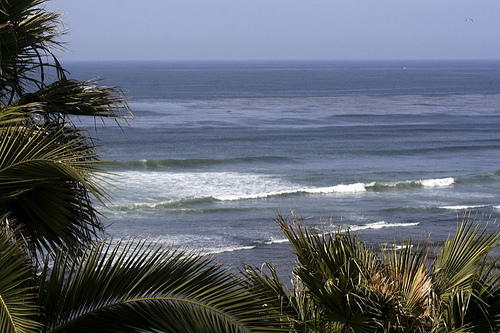
Vista de la Swami's Beach de Encinitas.

## Localización
Encinitas Gardens of Self-Realization Fellowship Hermitage 1452 Santa Fe Drive, Encinitas, San Diego County, California CA 92024-4060 United States of America-Estados Unidos de América.
Planos y vistas satelitales.33°2′23.21″N 117°17′38.03″O / 33.0397806, -117.2938972
El jardín se encuentra abierto al público diariamente excepto los lunes. La entrada es gratuita y se admiten donaciones para su mantenimiento.

## Historia
Después de su retorno a Estados Unidos desde la India en 1936, el eremita Paramahansa Yogananda fijó su residencia en el "SRF hermitage" en Encinitas lo que fue una sorpresa para su discípulo Rajarsi Janakananda.
Fue mientras su estancia en esta ermita que Yogananda escribió su famosa obra "Autobiography of a Yogi" y otros escritos además de la creación de un fundamento permanente para el trabajo espiritual y humanitario de la "Self‑Realization Fellowship/Yogoda Satsanga Society of India."
Esta propiedad incluye ahora un ashram y un centro de retiro-meditación. Un templo principal y un templo auxiliar están cerca de Second St.

## Colecciones
El jardín situado junto al océano con espectaculares vistas del Océano Pacífico alberga estanques de Koi con lotos y Nymphaeas, arboledas de bambús, plantas nativas tropicales, plantas endémicas de California así como plantas endémicas del condado de San Diego tal como Baccharis vanessae conocida como "Encinitas baccharis", paisajes de climas mediterráneos y un jardín de frutales subtropicales. 
Actualmente los jardines incluyen casi 3.000 variedades de plantas tropicales, subtropicales, y plantas nativas de California. 
Entre las familias y géneros representados destacan:
Agavaceae, Arecaceae, Cactaceae, Cycadaceae, Malvaceae, Poaceae, Bambusa, Brugmansia, Chusquea, Nymphaea, Phyllostachys, Capsicum, Hibiscus, árboles frutales semi-tropicales.